# Махотин, Павел Владимирович
Павел Владимирович Махотин (19 февраля 1926 — 1 марта 2001, Москва) — советский и российский актёр театра и кино.

## Биография
Павел Владимирович Махотин родился в селе Выкса Нижегородской губернии в семье служащих. В 1928 году Махотины переехали жить на станцию Мордовщиково Нижегородской области, в 1933 году — в посёлок Ташино, а в 1934 году поселились в Москве.
В 1941 году Павел Махотин окончил среднюю школу и поступил в электромашиностроительный техникум, по окончании которого в 1943 году работал техником-электриком на заводе.
В 1945 году, пройдя отборочный конкурс, Павел Махотин был принят актёром в Театр им. Ермоловой, где служил многие годы до ухода на пенсию.
Дебют Махотина в кино состоялся в 1959 году в фантастическом фильме «Я был спутником Солнца». Впоследствии актёр много снимался, играя, в основном, военных и чиновников.
Скончался 1 марта 2001 года в Москве. Урна с прахом актёра  находится в колумбарии на Введенском кладбище.

## Фильмография
- 1959 — Я был спутником Солнца — Андрей, молодой учёный
- 1961 — Самые первые — Александр Васильевич Калугин
- 1963 — При исполнении служебных обязанностей — Холодов
- 1964 — Письма к живым — Павел
- 1964 — След в океане — Игорь Антонович Белогуров, капитан второго ранга, командир плавбазы
- 1965 — Одесские каникулы — Усенко
- 1969 — Угрюм-река — Андрей Андреевич Протасов, инженер
- 1969 — Оправдание Паганини — Ди Негро, в титрах И. Махотин
- 1970 — Я — 11-17 — полковник Довгалев, начальник советской разведки
- 1970 — Легкая командировка
- 1972 — Земля, до востребования — Вильгельм Теуберт, глава «Центральной конторы ветряных двигателей»
- 1972 — Командир счастливой «Щуки» — вице-адмирал
- 1973 — Ребята с нашего двора — тренер
- 1973 — За облаками — небо — адмирал
- 1973 — Товарищ генерал — генерал Лучинин, представитель штаба фронта
- 1974 — Долгота дня — Старыгин
- 1974 — Осенние грозы — Георгий Захарович Болочан
- 1974 — Скворец и Лира — генерал
- 1974 — Совесть — подполковник Борисов, начальник УГБ
- 1975 — Горожане — генерал
- 1975 — Пропавшая экспедиция — Станислав Викентьевич
- 1975 — Цвет золота — Мухортов
- 1975 — Что человеку надо — Кернер
- 1976 — Дни хирурга Мишкина — член комиссии
- 1976 — Ты — мне, я — тебе — директор химкомбината
- 1977 — Андрей Колобов — Пятунин
- 1977 — Ветер «Надежды» — капитан Михаил Иванович
- 1977 — Отклонение — ноль — Пахомов, начальник управления лётной службы
- 1977 — Убит при исполнении
- 1977 — Разлом — Панов, член Центробалта
- 1978 — Звезда надежды — полковник
- 1978 — Маршал революции — Павел Алексеевич, начальник контрразведки
- 1978 — Молодость с нами — секретарь обкома
- 1978 — Пятое время года
- 1978 — Месяц длинных дней — эпизод
- 1979 — Город принял — эпизод
- 1979 — Место встречи изменить нельзя — Павел Владимирович, следователь прокуратуры
- 1979 — Мир в трёх измерениях — профессор Антонов
- 1979 — Следствие ведут ЗнаТоКи. Подпасок с огурцом — Стрелков, коллекционер
- 1980 — Большая — малая война — Бертран
- 1980 — Где ты, любовь? — Павел Владимирович
- 1980 — Кодовое название «Южный гром» — Павел Владимирович, генерал, озвучил Виктор Рождественский
- 1981 — Крепыш — Агафонов
- 1981 — Личная жизнь директора — Володин, организатор международных выставок (в титрах В. Махотин)
- 1981 — На Гранатовых островах — политический обозреватель
- 1982 — Год активного солнца
- 1982 — Две главы из семейной хроники — встречающий
- 1983 — Бастион — Александр Павлович Востросаблин, бывший царский генерал
- 1983 — Букет фиалок — Луговой
- 1983 — Тайна виллы «Грета» — президент страны
- 1984 — ТАСС уполномочен заявить… — Яранцев, сотрудник архивного отдела КГБ
- 1984 — Зелёная комната — Эдмунд Ладлоу
- 1985 — Багратион
- 1985 — Грядущему веку — работник обкома партии
- 1985 — День гнева — председатель комиссии (озвучил Александр Белявский)
- 1985 — Дикий хмель — Борис Борисович Луцкий
- 1985 — Этот странный русский — Шахов
- 1985 — Мы обвиняем — председатель суда Борисоглебский
- 1985 — Третье поколение
- 1986 — И в звуках память отзовётся — отец Лысенко
- 1986 — Из жизни Потапова — Сомов (озвучил Юрий Саранцев)
- 1986 — Лицом к лицу — Павлов
- 1986 — Перехват — Мэйю, адмирал флота США
- 1986 — Приближение к будущему — Верховцев
- 1987 — Вот такая история — Дмитрий Анатольевич, незадачливый автолюбитель
- 1987 — Говори… — секретарь райкома Федулов
- 1987 — Костюмер
- 1988 — Гражданский иск — прокурор
- 1988 — Клад — председатель исполкома
- 1988 — Объективные обстоятельства — участник заседания (нет в титрах)
- 1988 — Кругосветное путешествие Бертольда Брехта
- 1989 — Закон — Н. А. Булганин
- 1989 — Женщины, которым повезло
- 1989 — Приговор — Адвокат
- 1990 — Война на западном направлении — полковник Семен Микохин, друг Чумакова
- 1990 — Десять лет без права переписки — Н. А. Булганин
- 1990 — Спутник планеты Уран — Штерн
- 1992 — Женщина с цветами и шампанским
- 1992 — Разыскивается опасный преступник — Пётр Петрович Судец
- 1992 — Мелочи жизни — врач
- 1993 — Кодекс бесчестия — чиновник
- 1993 — Бегущий по льду — Черняков, министр финансов СССР (в титрах — Борис Махотин)
- 1993 — Маэстро с ниточкой — гость
- 2000 — Тайны дворцовых переворотов. Фильм 2. Завещание императрицы — эпизод
- 2001 — Часы без стрелок — приятель Семёна